# Stefanus III van Auxonne
Stefanus III van Auxonne (circa 1172 - Marnay, 16 maart 1241) was van 1173 tot 1237 graaf van Auxonne. Hij behoorde tot het huis Ivrea.

## Levensloop
Stefanus III was de zoon van graaf Stefanus II van Auxonne en diens echtgenote Judith, dochter van hertog Mattheus I van Lotharingen. In 1173 volgde hij zijn vader op als graaf van Auxonne.
Als graaf van Auxonne voerde Stefanus een vete met paltsgraaf Otto I van Bourgondië uit het huis Hohenstaufen. Hij maakte namelijk aanspraken op het paltsgraafschap Bourgondië nadat de plaatselijke linie van het huis Ivrea daar was uitgestorven. Tijdens deze vete allieerde Stefanus met hertog Odo III van Bourgondië. In 1197 legde Stefanus de feodale eed van trouw af tegenover Odo III, waardoor het graafschap Auxonne vanaf dan onder de suzereiniteit stond van het hertogdom Bourgondië.
Na de dood van paltsgraaf Otto I probeerde Stefanus III het paltsgraafschap Bourgondië via een huwelijksverbintenis in zijn dynastie brengen. Dit wilde hij doen door zijn zoon te laten huwen met Otto's erfdochter Beatrix II. Bij een ontmoeting in Straatsburg in 1207 tussen Stefanus III en Beatrix' oom, Rooms-Duits koning Filips van Zwaben, mislukten de huwelijksonderhandelingen echter. Een jaar later huwde Beatrix met hertog Otto I van Meranië, die de nieuwe paltsgraaf van Bourgondië werd. Op het huwelijksfeest werd Rooms-Duits koning Filips van Zwaben vermoord, waardoor de nieuwe paltsgraaf direct zijn belangrijkste ondersteuner verloor. Stefanus gebruikte dit en begon een oorlog tegen zijn rivaal, wiens land hij verwoestte. Na de bemiddeling van de hertog van Bourgondië werd er op 18 oktober 1211 een vredesverdrag gesloten, waaruit Stefanus voordeel wist te halen. Otto wilde geen schadevergoeding betalen, maar in de plaats was hij wel bereid om het paltsgraafschap Bourgondië niet meer te verpanden, te verkopen of te vererven zonder de toestemming van Stefanus.
Toen Frederik II uit het huis Hohenstaufen in 1213 aan de macht kwam in het Heilige Roomse Rijk, veranderde de situatie voor Stefanus. Otto van Meranië keerde terug naar Bourgondië en verklaarde de oorlog aan Stefanus, een oorlog die jarenlange verwoestingen als gevolg had. In 1226 nam Stefanus aan de zijde van koning Lodewijk VIII van Frankrijk deel aan de Albigenzenkruistocht en vocht hij bij de belegering van Avignon. Ondertussen verliep de oorlog tegen Otto van Meranië ongunstig voor Stefanus. Zo sloot Otto in januari 1226 een bondgenootschap met graaf Theobald IV van Champagne, die Stefanus tot de overgave dwong. Bij het vredesverdrag dat in 1227 in Bèze afgesloten werd, moest Stefanus niet alleen zijn aanspraken op het paltsgraafschap Bourgondië opgeven, maar ook Otto erkennen als zijn leenheer. 
In 1237 trad Stefanus af als graaf van Auxonne ten voordele van zijn zoon Jan I van Chalon, die het graafschap Auxonne met hertog Hugo IV van Bourgondië onmiddellijk omruilde voor de heerlijkheid Salins. Stefanus trok zich terug in Marnay, waar hij in 1241 stierf.

## Huwelijken en nakomelingen
Stefanus huwde eerst met Beatrix van Chalon (overleden in 1227), dochter en erfgename van graaf Willem II van Chalon. Het huwelijk werd rond 1200 wegens bloedverwantschap ontbonden. Ze kregen volgende kinderen:
- Agnes (overleden in 1223), werd abdis in Baume-les-Dames en huwde daarna met Richard III van Montfaucon, graaf van Montbéliard
- Clemence (circa 1190-1235), huwde in 1212 met hertog Berthold V van Zähringen
- Jan I (1190-1267), graaf van Chalon
- Beatrix (overleden in 1261), huwde in 1210 met heer Aymon II van Faucigny en daarna in 1224 met heer Simon van Joinville